# Nanchan si
Nanchan si (Południowy Klasztor Medytacyjny, chiń. trad. 南禅寺; pinyin Nánchánsì) – chiński klasztor, słynny z najstarszego drewnianego budynku w Chinach.

## Historia klasztoru
Nie wiadomo dokładnie, kiedy klasztor został wybudowany, jednak z historycznych zapisków wiadomo, że został odnowiony i rozbudowany w 782 roku w czasie panowania dynastii Tang w okresie jianzhong (建中) (780-783) za cesarza Dezonga (德宗) (pan. 780-805). Znajduje się na północnym brzegu rzeki Xiaoyin obok wioski Lijia w pobliżu miasta Doucun, około 21 kilometrów od miasta Wutai w rejonie góry Wutai w prowincji Shanxi.
Klasztor, zapewne ze względu na jego odosobnione położenie, uniknął antybuddyjskiego pogromu w roku 845, w którym zniszczono około 45000 świątyń i klasztorów buddyjskich. Z tego powodu budynek Wielkiego Buddy, wybudowany w 782 roku (co wiadomo z inskrypcji na belce), jest najstarszym zachowanym drewnianym budynkiem w Chinach. Z okresu Tang zachowały się w Chinach zaledwie cztery drewniane budynki, wszystkie w prowincji Shanxi. Oprócz Nanchan si są to Foguang si (oba te klasztory znajdują się na górze Wutai), Tiantai an (w powiecie Pingshun) i Guangrenwang si (w powiecie Ruicheng). 
Z innej inskrypcji na belce wiadomo, że w 1086 roku budynek ten (a zapewne i klasztor) został odnowiony.
W latach 50. XX wieku budynki zostały "odkryte" przez historyków architektury i w 1961 roku budynek Wielkiego Buddy został uznany najstarszym drewnianym budynkiem Chin. 
W 1966 roku klasztor ucierpiał w czasie trzęsienia ziemi. W latach 1974 i 1975 przeprowadzono prace renowacyjne, w czasie których historycy mieli możliwość dokładnego zbadania architektury budynku Wielkiego Buddy.
Obecnie powierzchnia klasztoru wynosi 3078 m². Klasztor jest chronionym obiektem jako zabytek historyczny i kulturalny.

## Obiekty architektoniczne i inne
Klasztor zwrócony jest w kierunku południowym. Składa się m.in. z takich obiektów jak brama, Budynek Króla Smoków (chiń. Longwangdian), Budynek Wielkiego Buddy (chiń. Dafodian), który jest głównym budynkiem klasztoru i Budynek Bodhisattwy (chiń. Pusadian). Oprócz budynków klasztor zawiera również szereg kamiennych stup.
- Budynek Wielkiego Buddy (Dafodian).

Według inskrypcji na belce budynek ten został wybudowany w 782 roku. Z innej inskrypcji na belce wynika, że w 1086 roku przeprowadzono renowację budynku.
Wygląda bardzo skromnie, ma 11,75 metra długości (3 standardowe chińskie miary architektoniczne) i 10 metrów szerokości (głębokości) czyli jest prawie kwadratowy. Dach wsparty jest na dwunastu kolumnach, które są osadzone bezpośrednio w murowanych fundamentach i nie występują we wnętrzu pomieszczenia. Pierwotnie były one kwadratowe, jednak podczas renowacji w 1086 roku wymieniono wszystkie kolumny na okrągłe - oprócz czterech. Wygięty dach z podniesionymi okapami jest wspierany przez pięć uchwytów puzuo. Nie ma natomiast żadnych wsporników wspierających dach pomiędzy kolumnami. 
Został zbudowany na bardzo obszernej platformie.
- Rzeźby z okresu Tang.

Tak jak pobliski klasztor Foguang si tak i ten zawiera rzeźby z okresu Tang. We wnętrzu głównego budynku znajduje się ołtarz Buddy o wymiarach 8,4 m długości i 6,3 m szerokości. Na ołtarzu stoi siedemnaście wielokolorowych glinianych posągów ustawionych w kształcie odwróconej litery U, z których najważniejszym jest prawie 4-metrowej wysokości statua Śakjamuniego siedzącego na górze Sumeru. Za Buddą znajduje się wielka aureola. Nad nią wyrzeźbiono kwiaty lotosu, niebiańskie istoty i mityczne ptaki. Po obu jego stronach ustawiono szesnaście pozostałych figur - są to służący bodhisattwowie. Całkiem po lewej stronie wnętrza znajduje się duża figura Samantabhadry jadącego na słoniu, a po stronie prawej - figura Mańdziuśriego jadącego na lwie. Są tam również figury dwóch uczniów Śakjamuniego - Ānandy i Mahakaśjapy. Pomimo kilkakrotnych prac restauracyjnych zachowały one charakterystyczne cechy rzeźb okresu Tang. Ich styl przypomina styl rzeźb Jaskiń Mogao w Dunhuangu w północnozachodniej prowincji Gansu.
- Stupa

W Budynku Wielkiego Buddy znajduje się mała, zaledwie 51-centymetrowej wysokości, rzeźbiona w kamieniu pięciokondygnacyjna stupa. Na pierwszej kondygnacji ukazana jest historia Buddy, a na każdym rogu znajduje się mała pagoda. Na każdej stronie drugiej kondygnacji znajdują się wyrzeźbione wyobrażenia Buddy w centrum, w otoczeniu czterech mniejszych Buddów po obu jego stronach. Trzy najwyższe poziomy posiadają wyrzeźbione trzy figury Buddów z każdej strony. Jej styl wskazuje, że pochodzi z okresu powstania głównego budynku klasztoru.

## Adres klasztoru
- Nanchansi, Yangbai County, Wutai County 035515, Chiny

## Galeria

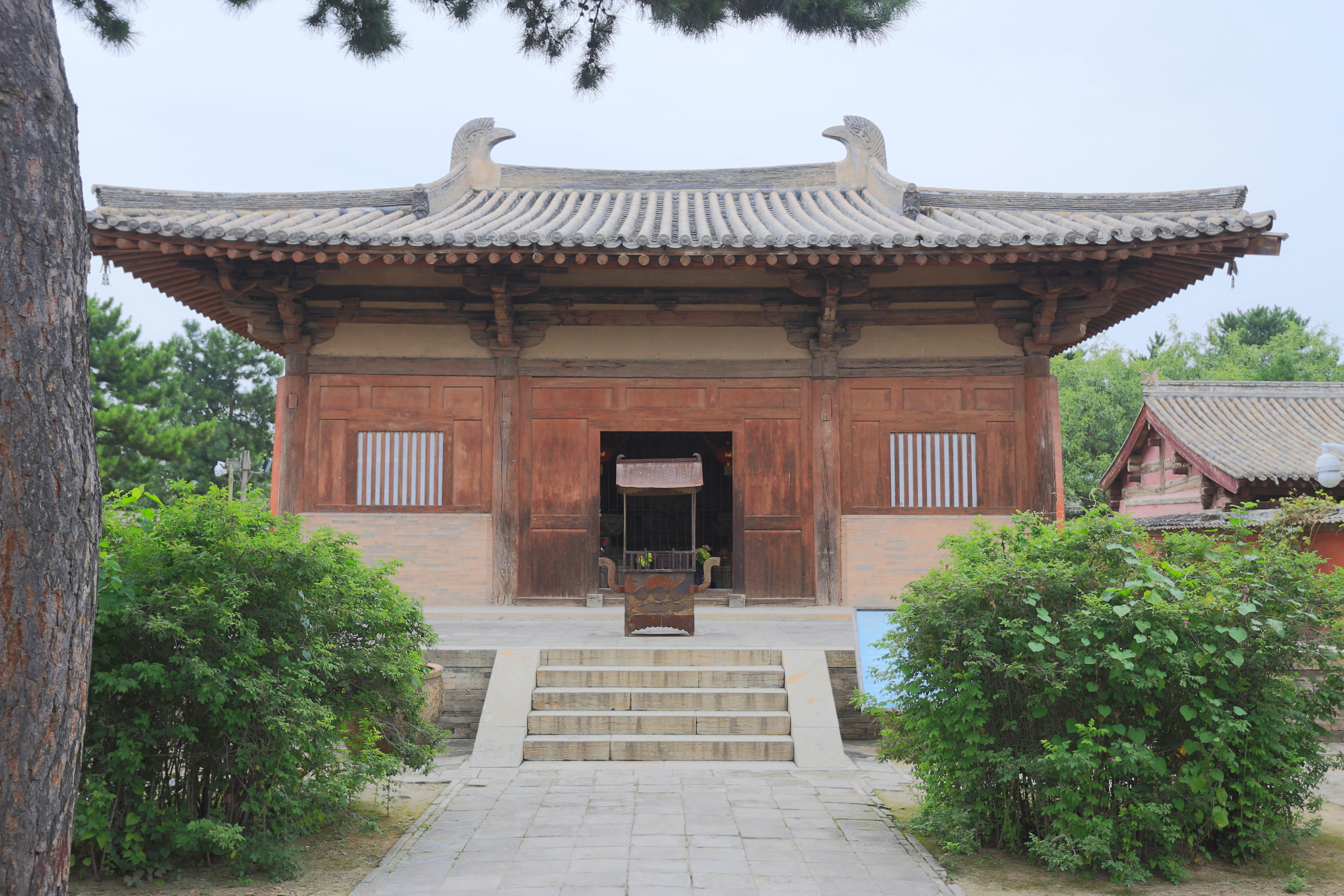
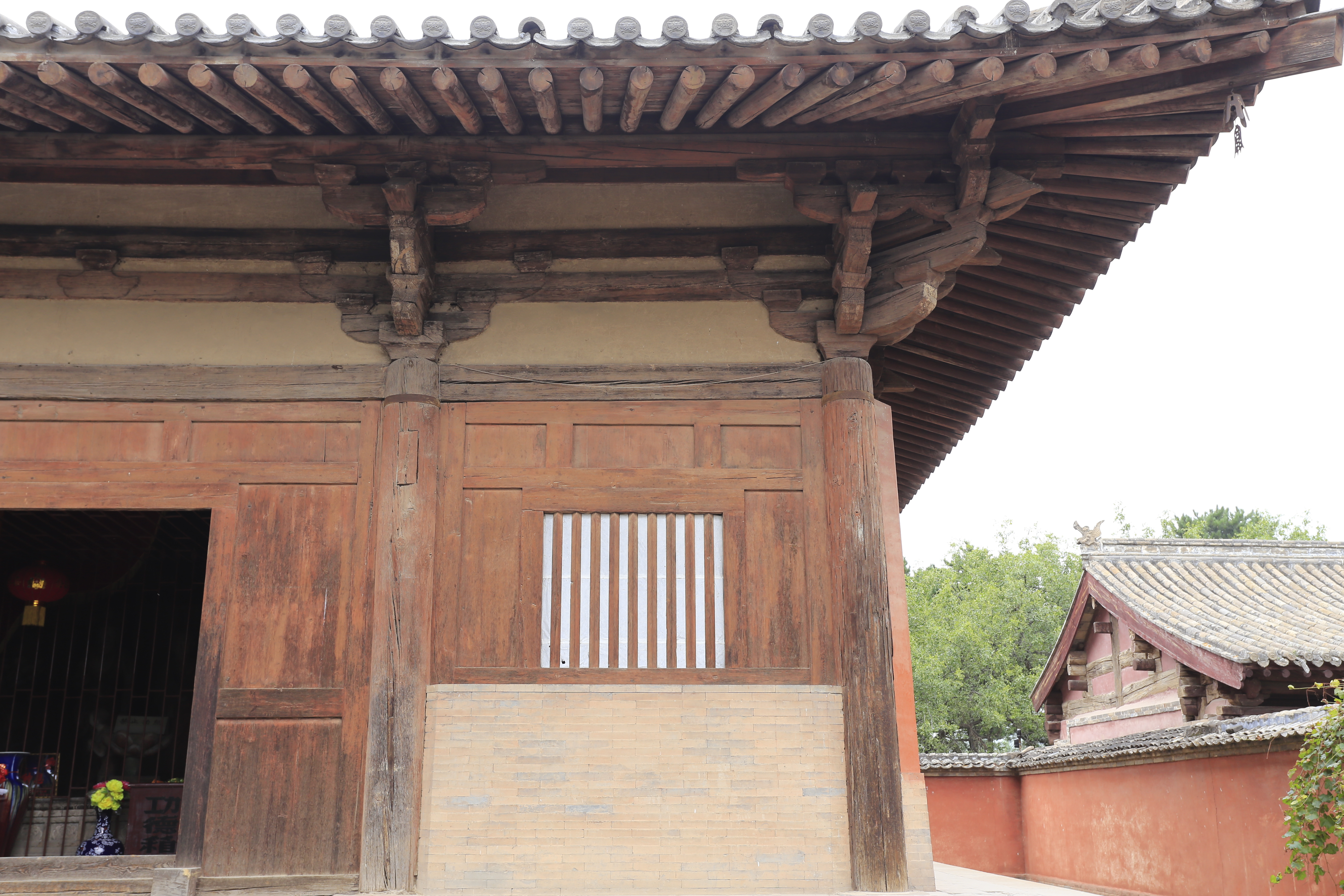
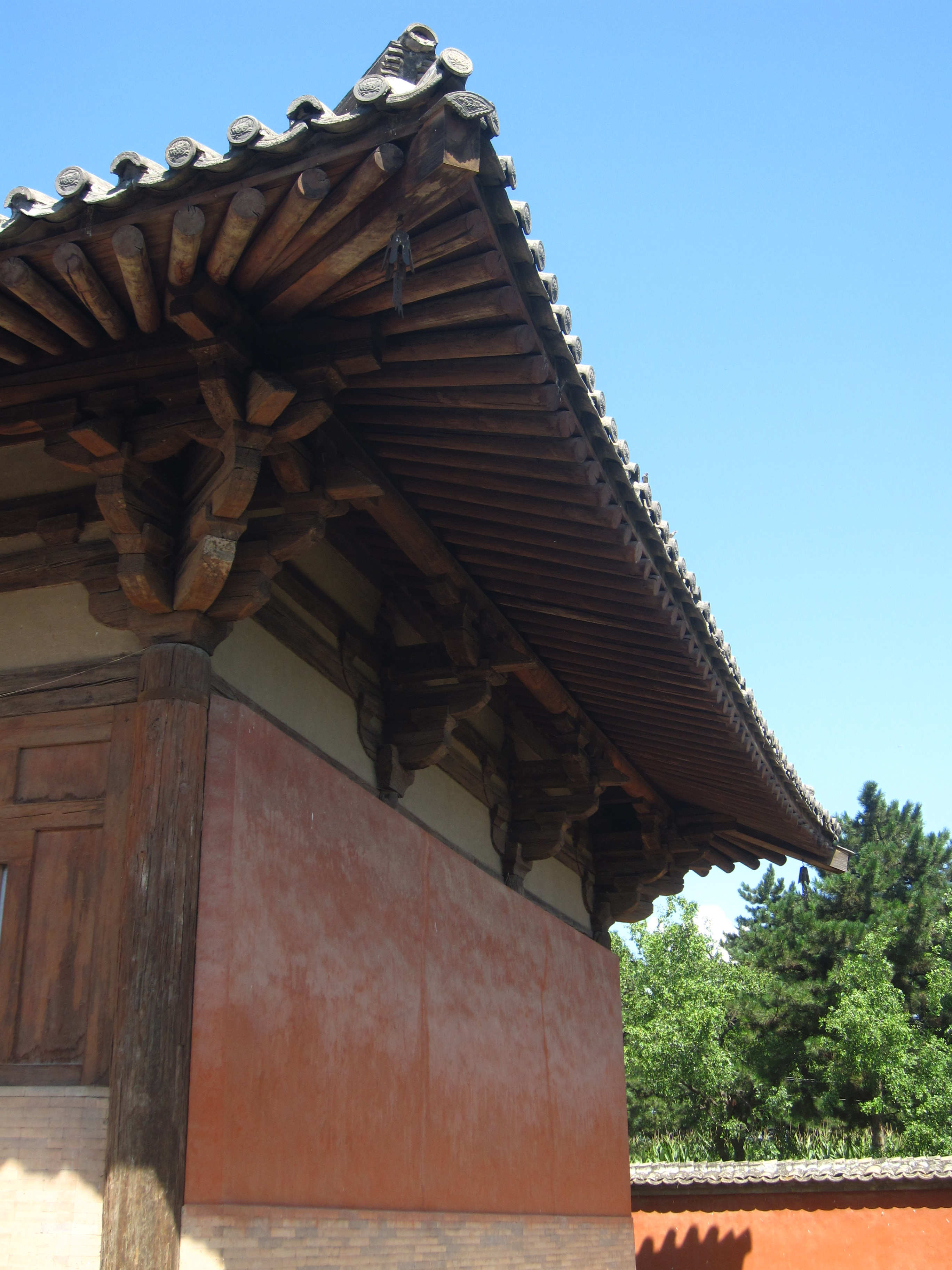
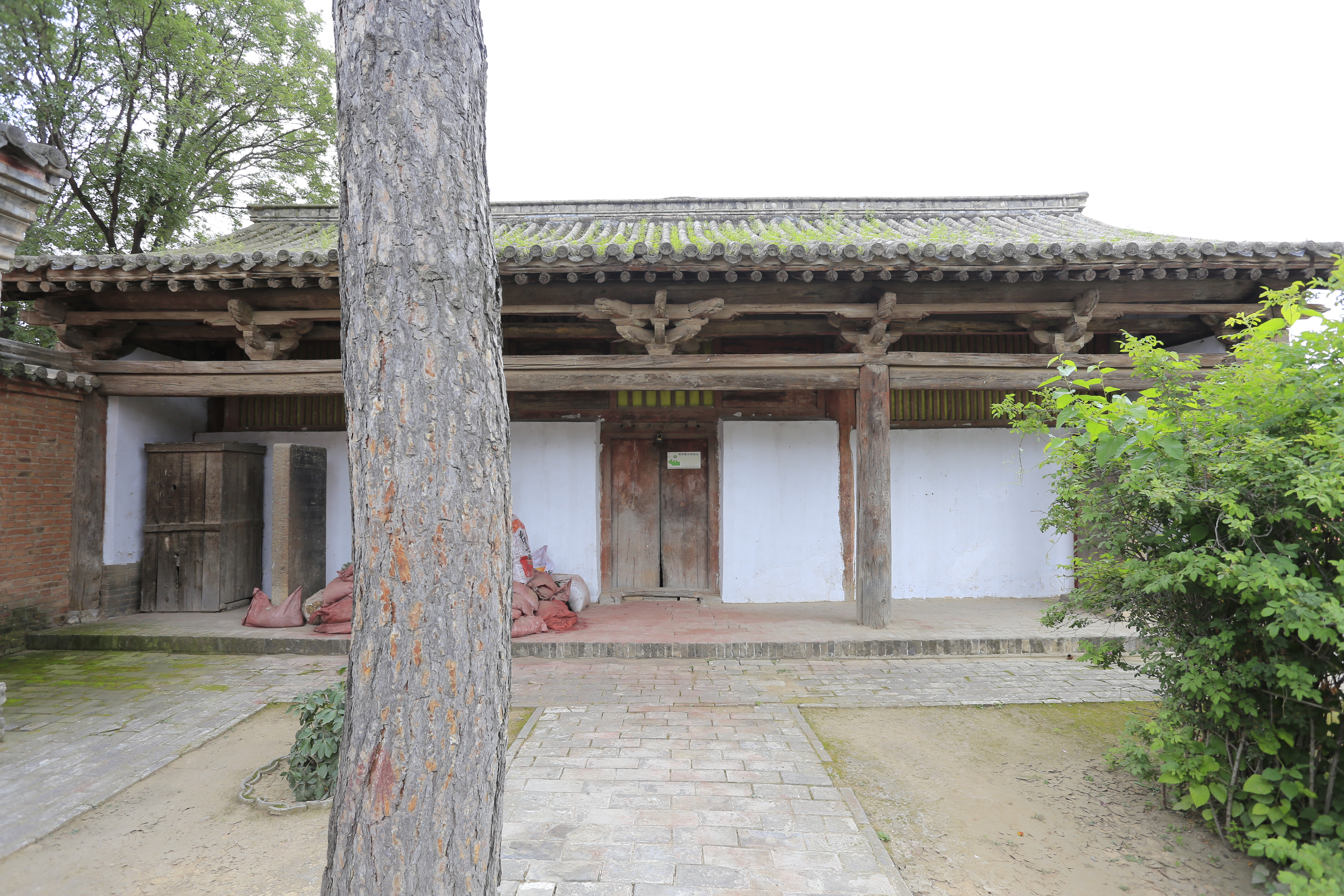
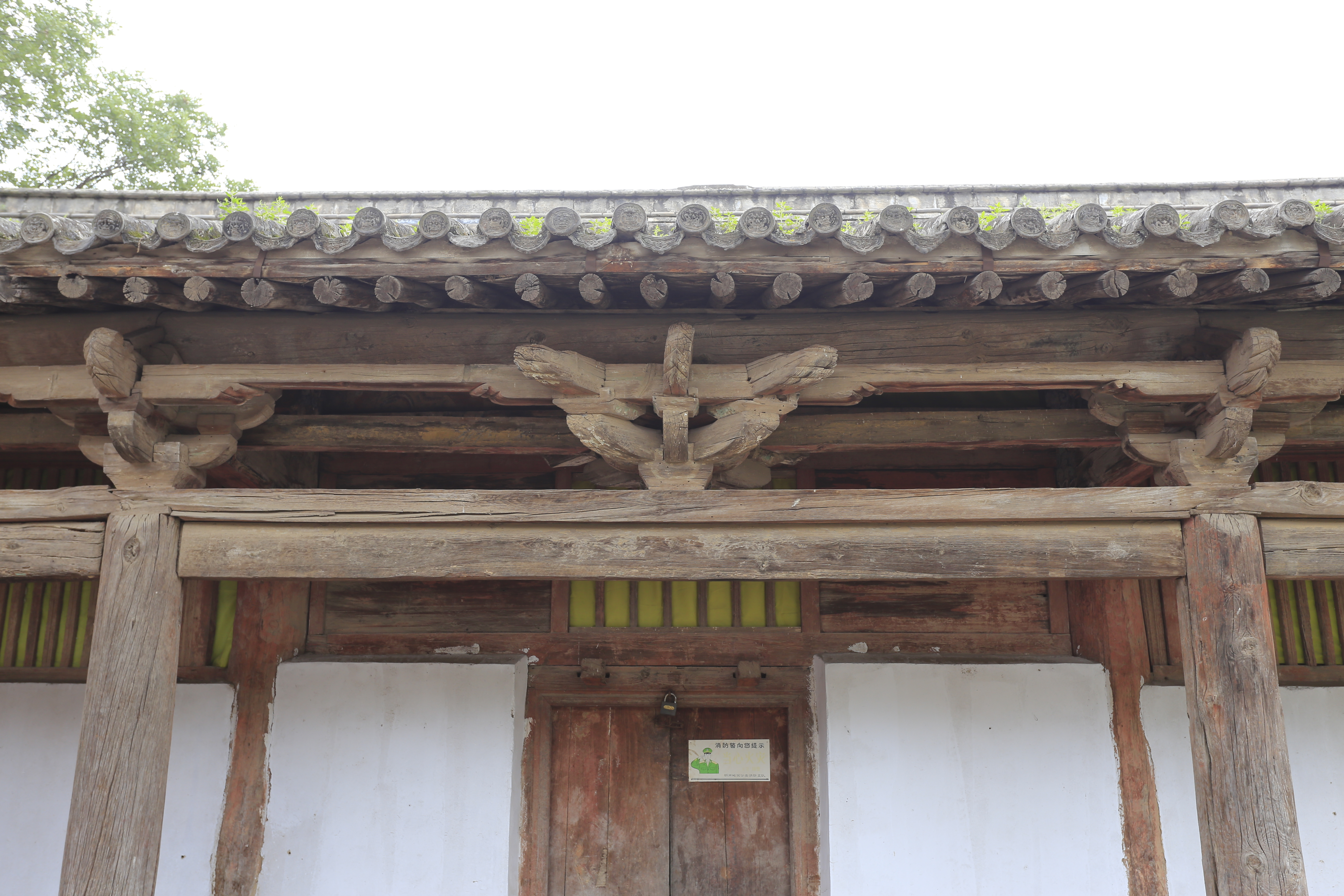
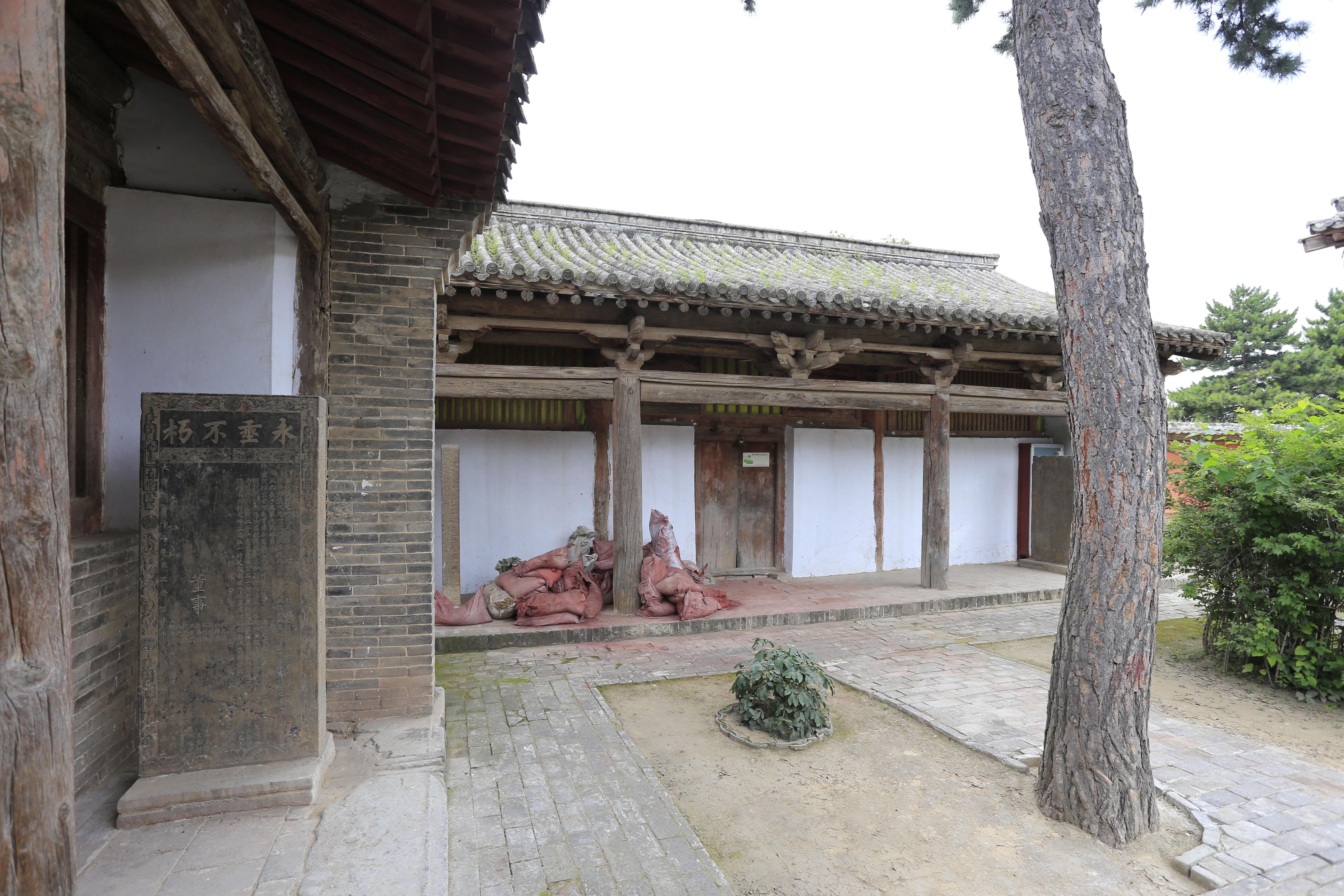
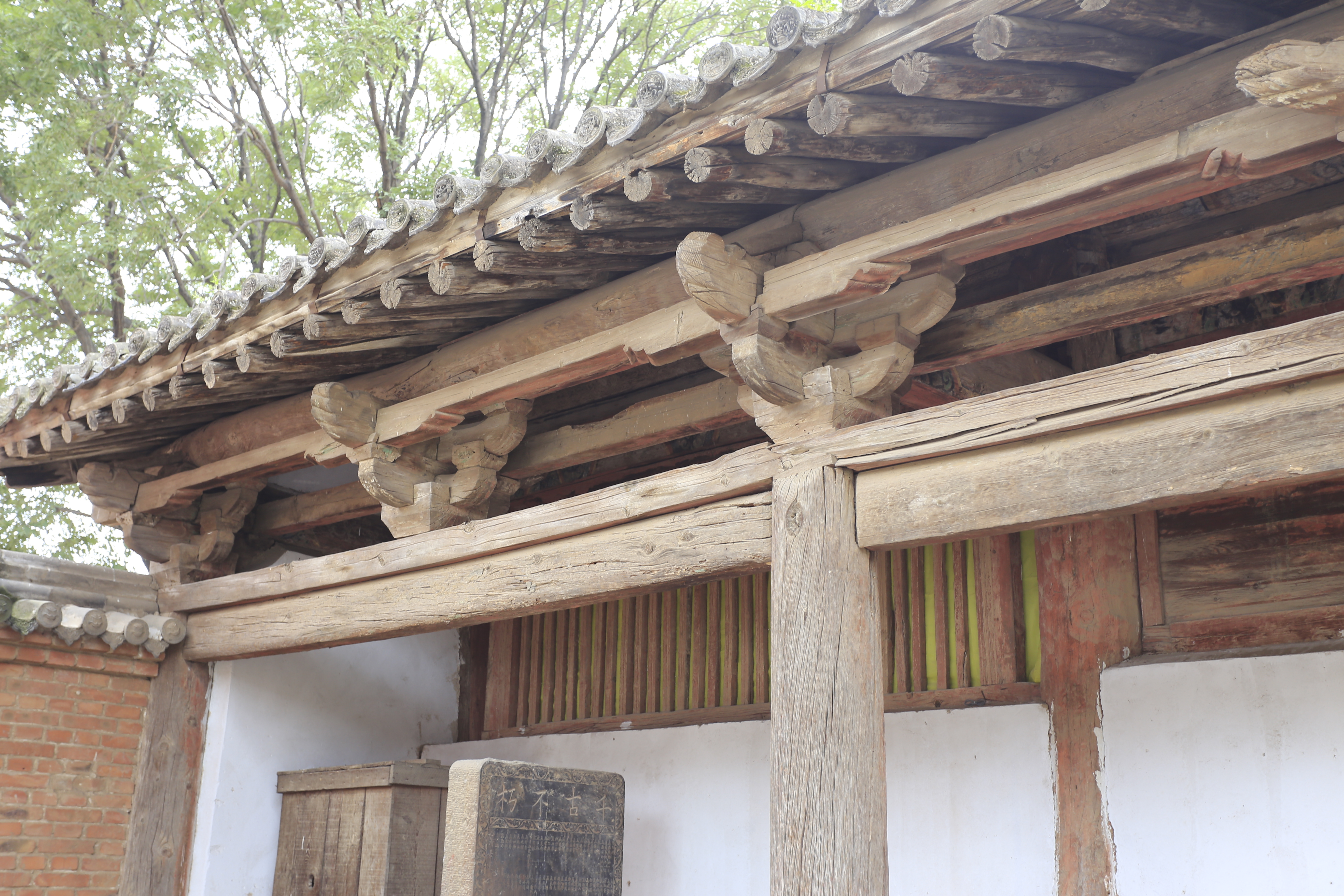
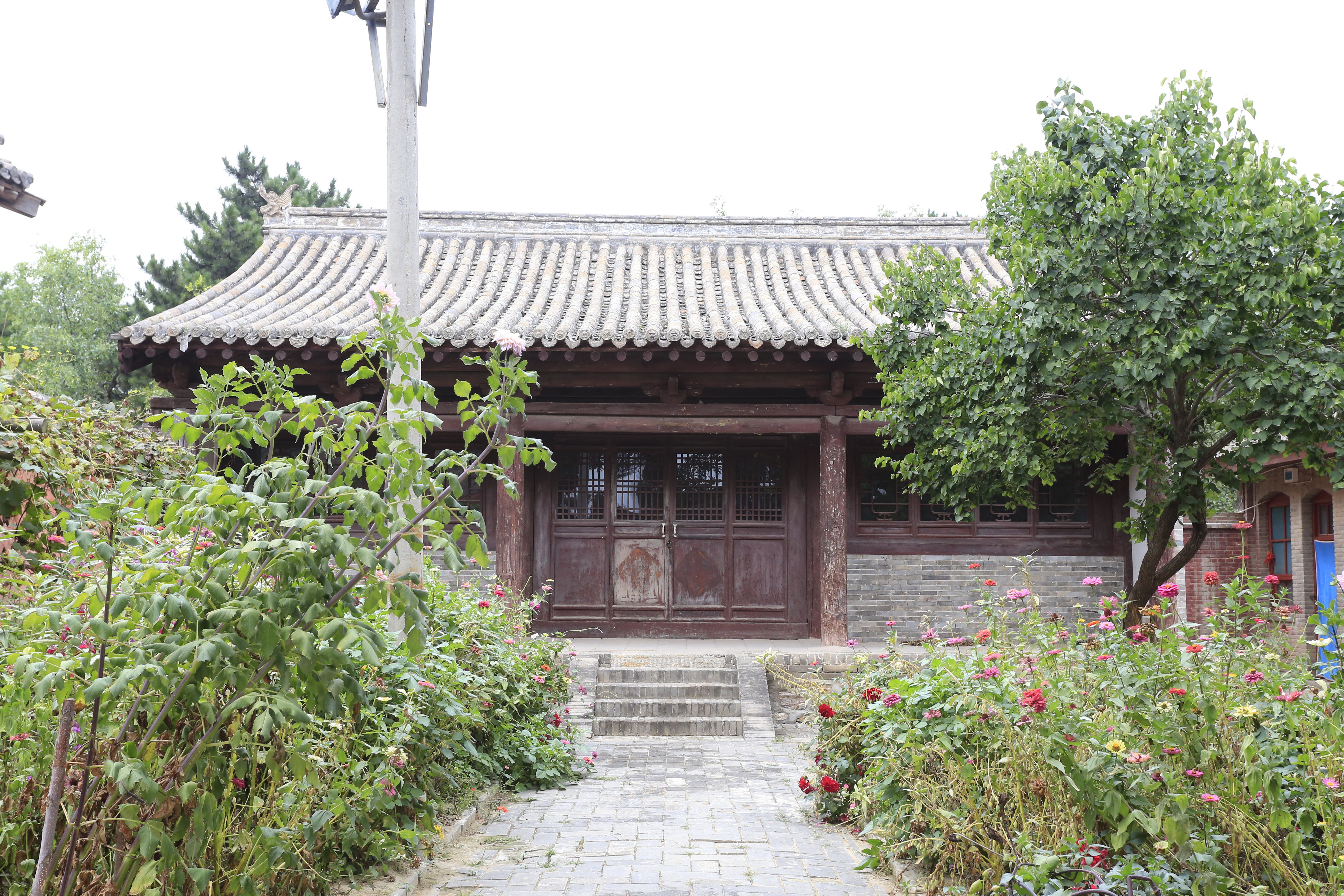
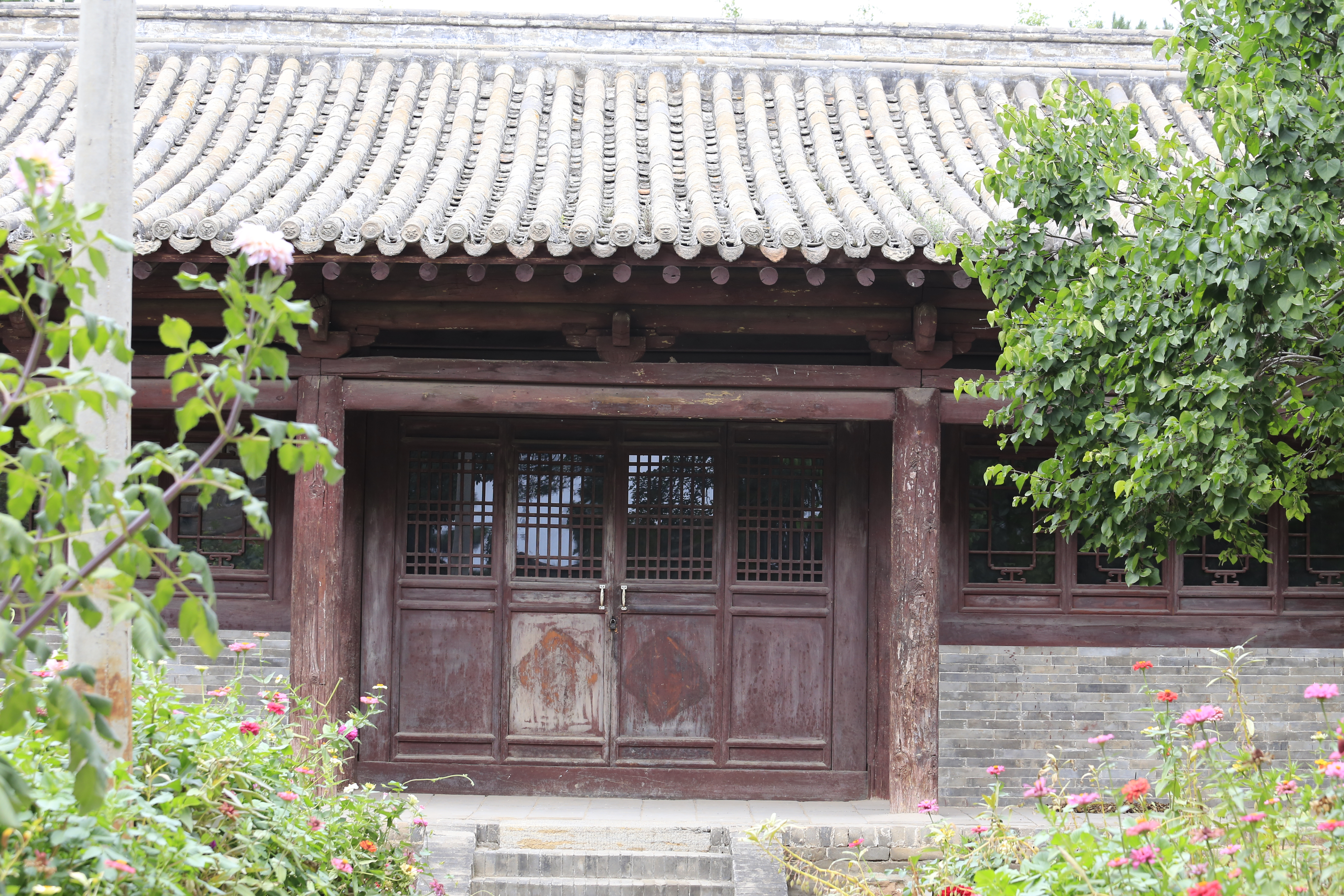
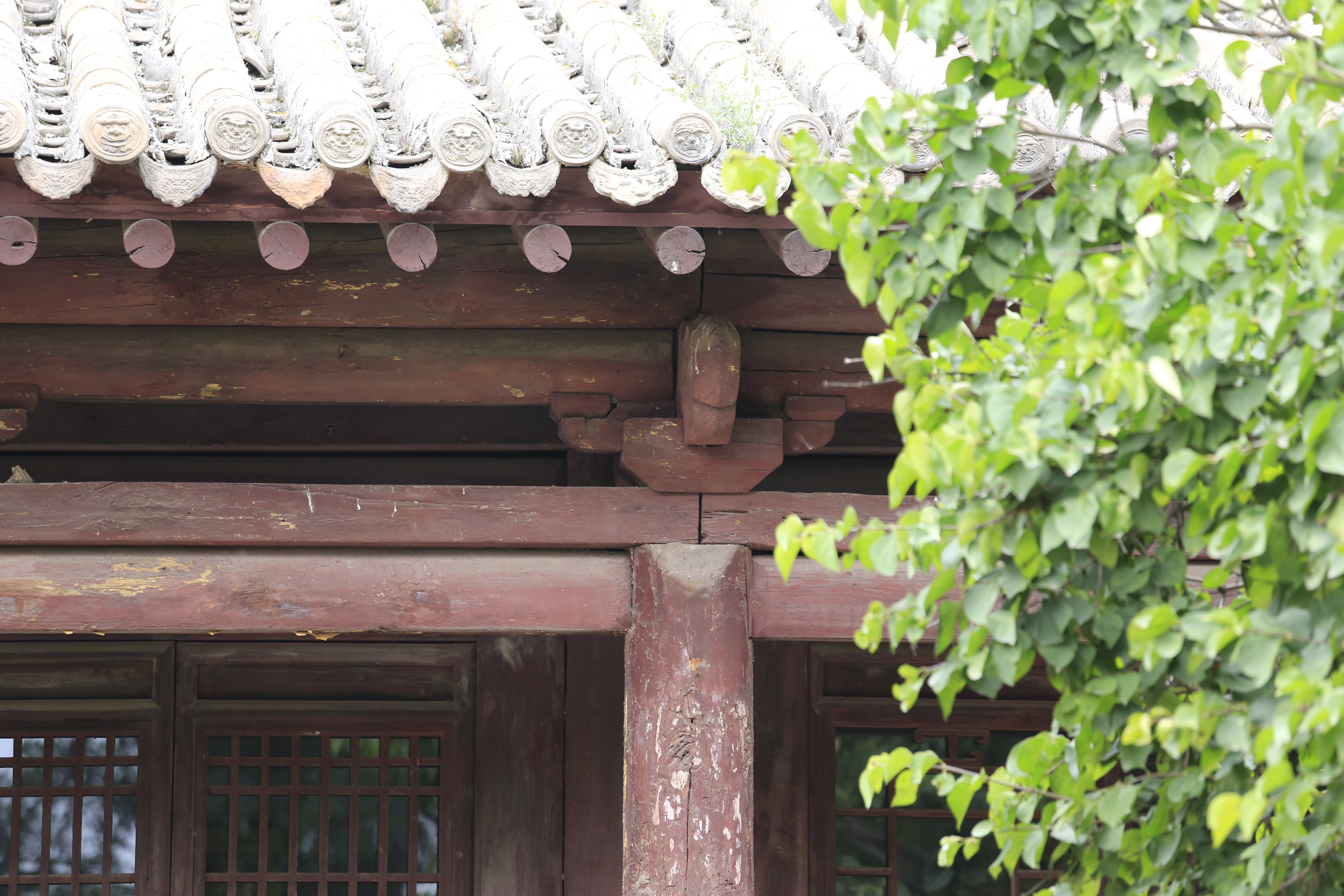
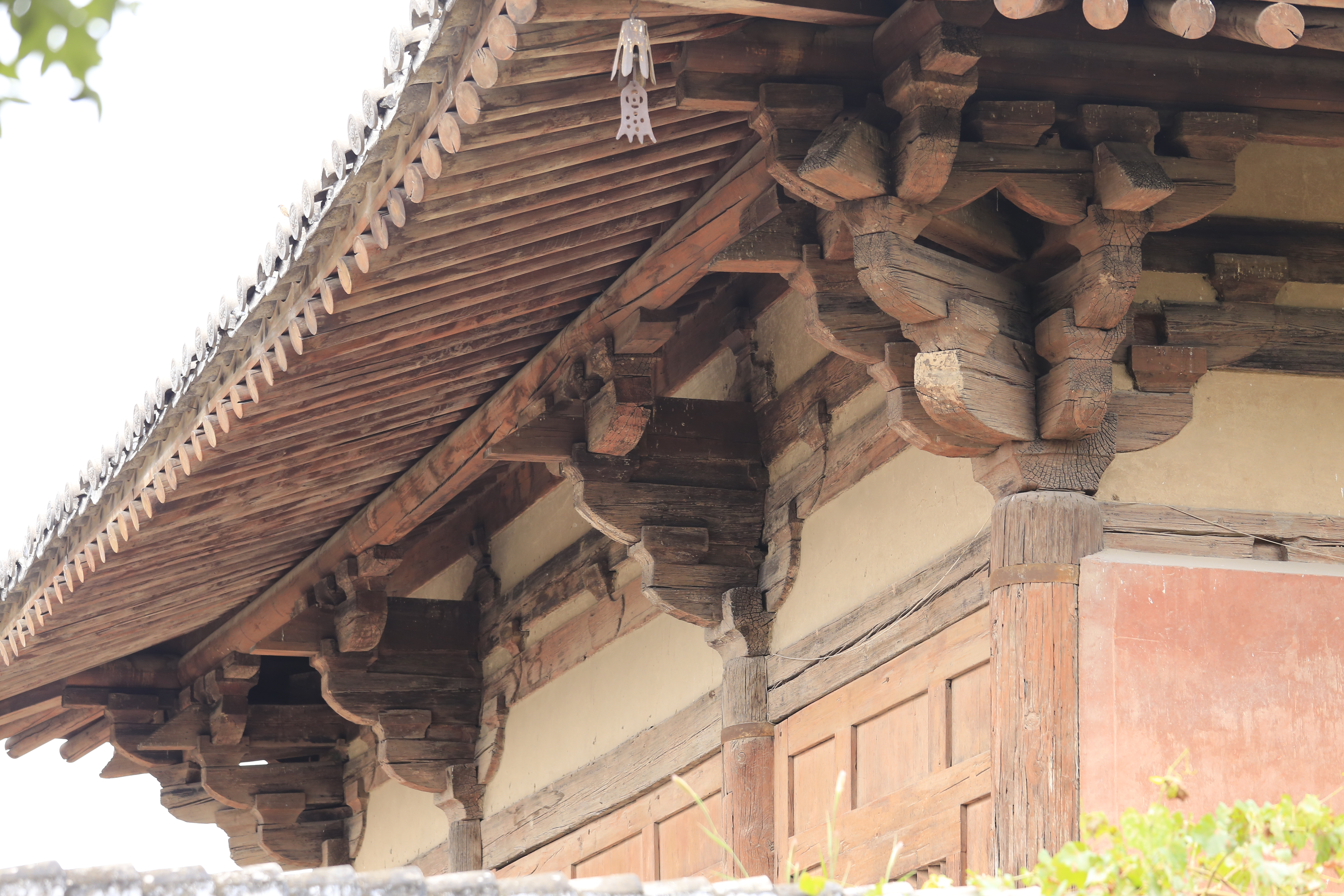
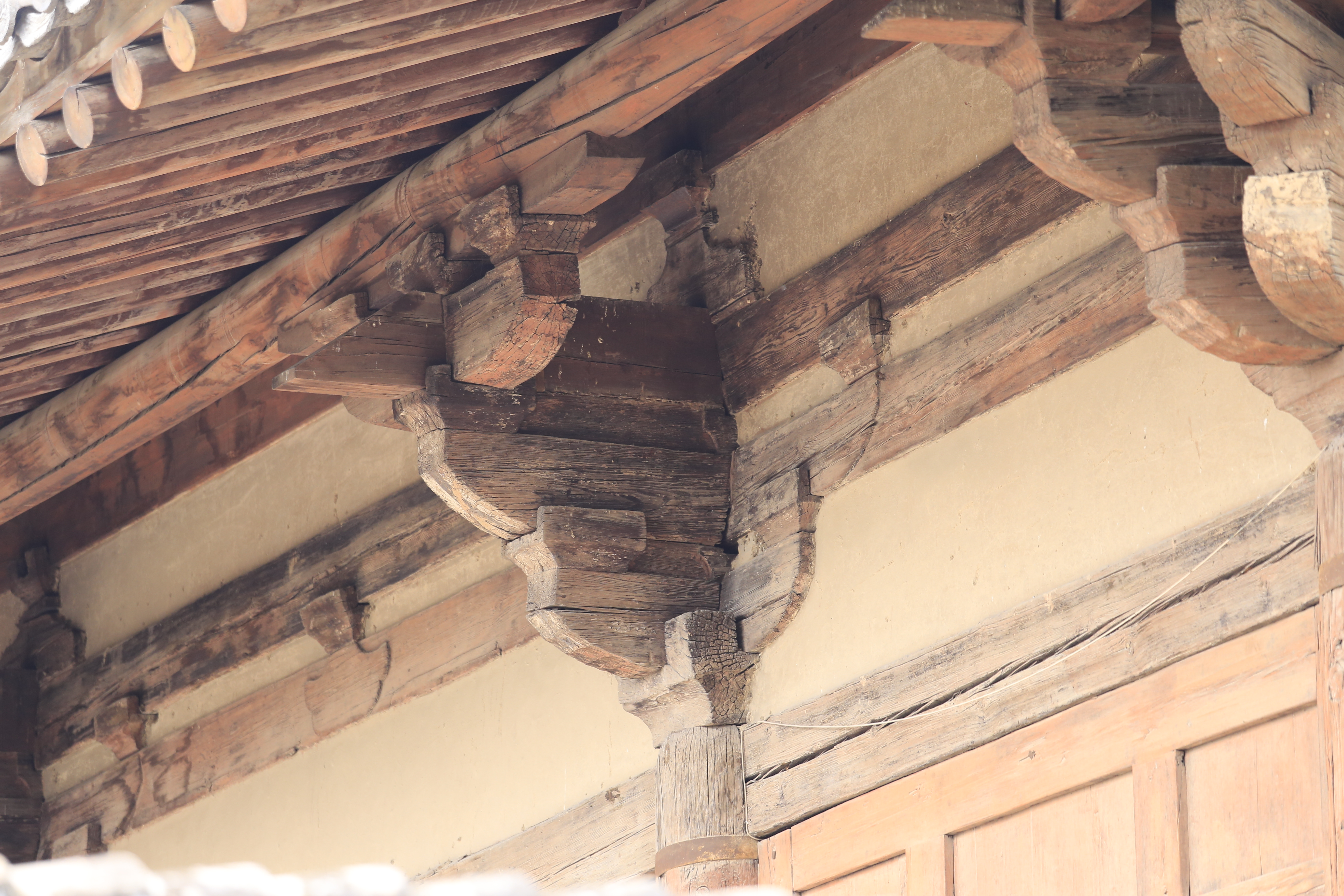
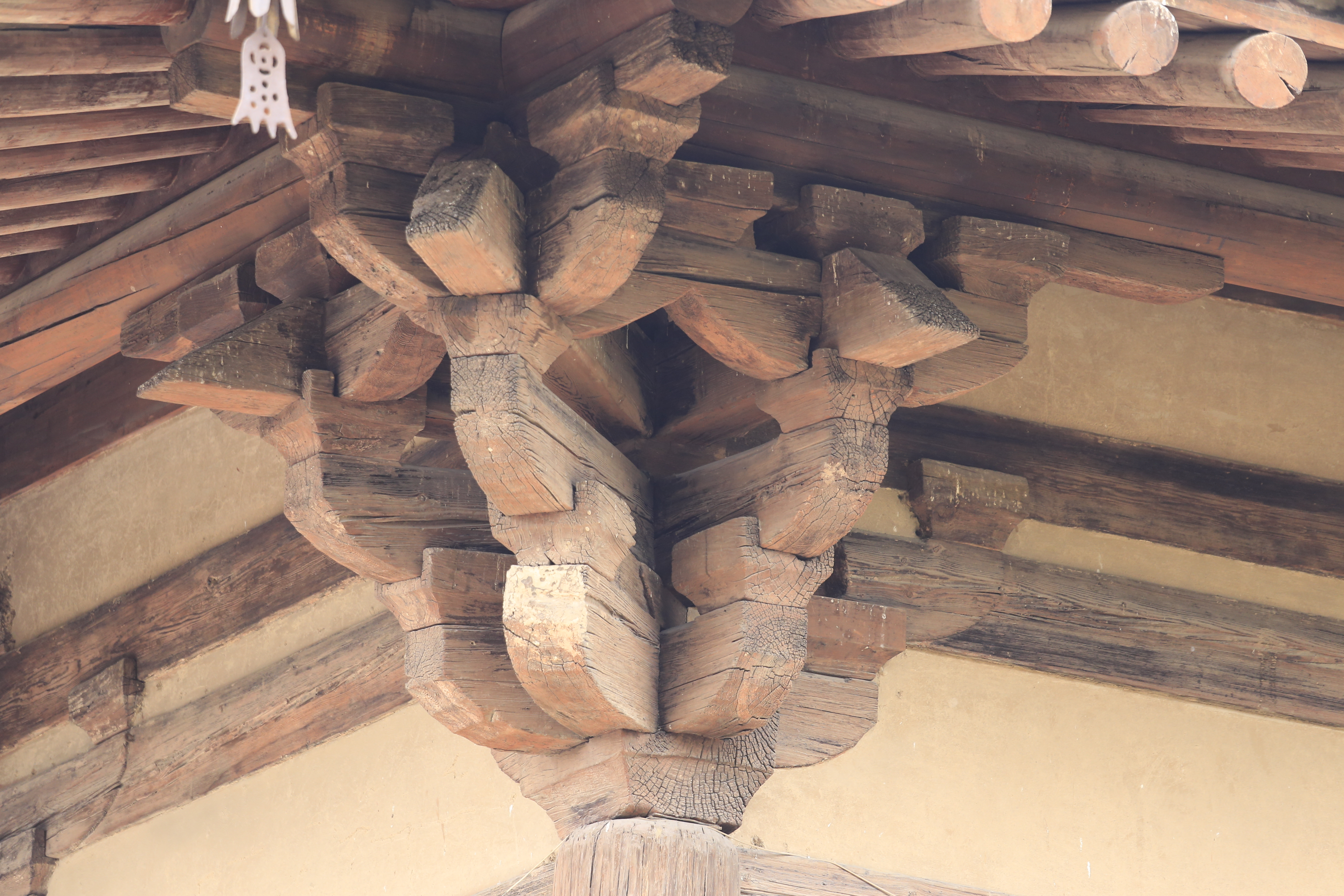
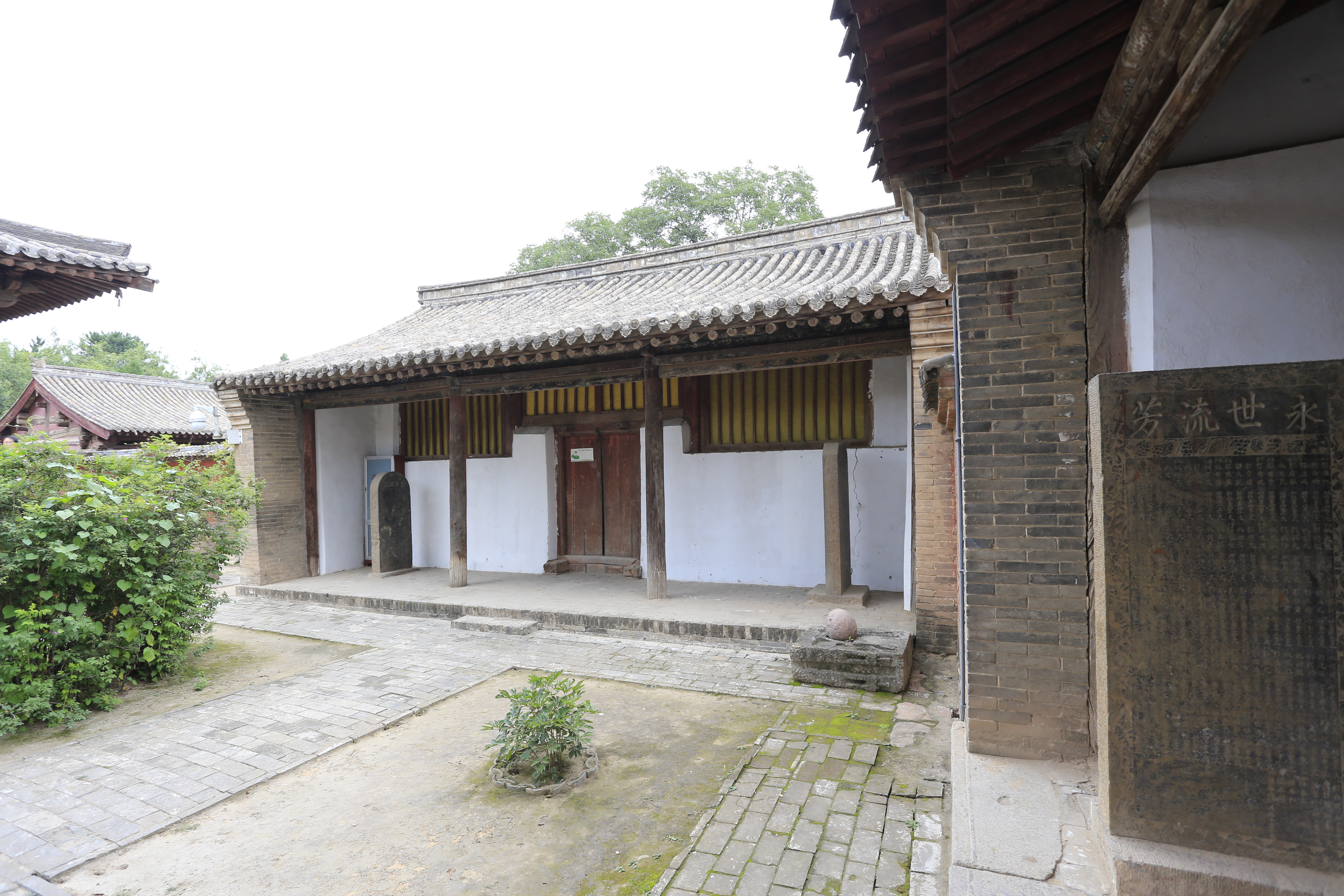
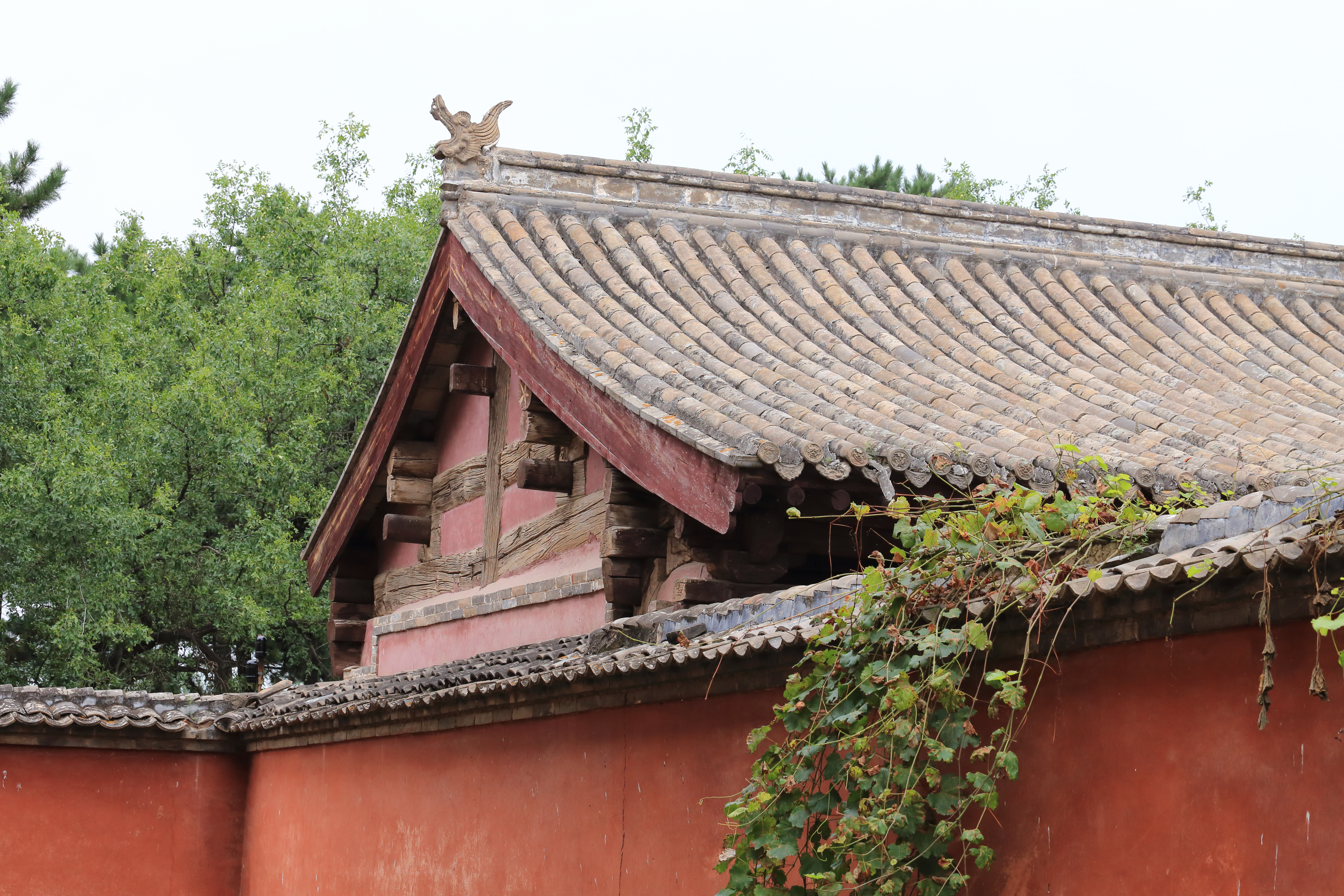